# Леко, Йосип
 Йосип Леко  (хорв. Josip Leko; род. 19 сентября 1948, Воеводина) — хорватский политический деятель, председатель парламента Хорватии (2012—2015).

## Биография
Йосип Леко родился 19 сентября 1948 года в сербской деревне Плавна в хорватской семье из западной Герцеговины, куда его семья вернулась спустя полтора года. Окончил среднюю школу в Герцеговине и поступил в Загребский университет, где получил специальность юриста.
19 июня 2012 года Леко стал президентом Исполнительного совета Социал-демократической партии Хорватии, а 30 сентября 2012 года сменил скончавшегося Бориса Шпрема в должности спикера парламента, став первым хорватом из Герцеговины, занявшим настолько высокий пост в хорватской политике. 10 октября 2012 года был официально утверждён на эту должность голосованием парламентариев.
3 июня 2016 года парламент назначил Леко судьей Конституционного суда Хорватии. Он вступил в должность 7 июня, пробыв на этом посту по 7 декабря 2024 года.